# Sebastian Arce
Sebastian Arce, argentinski plesalec,  * 19. maj 1980, Santiago del Estero.
Arce je slavni plesalec argentinskega tanga. Znan je po svoji metodologiji poučevanja, s katero presega okvire klasičnega tanga in je sooblikovalec sodobnega tanga nueva. Njegove razlage posameznih gibov in odnosa v paru, ki so geometrijsko natančno določene poudarjajo predvsem naravno gibanje in naravno držo telesa. Klasično teorijo moškega vodstva je izpopolnil z medsebojno komunikacijo v paru, ki sloni na enakovrednem podajanju energije med moškim in žensko.
Sebastian je svojo plesno pot začel kot osemletni otrok in je že kot najstnik nastopal na odrih Buenos Airesa. Kot plesalec je nastopil v plesnem filmu Carlosa Saure Tango iz leta 1998. Od leta 1997 živi v Parizu in sodeluje s plesalko Mariano Montes, s katero kot plesalca in učitelja nastopata in poučujeta na mnogih internacionalnih festivalih tanga po vsem svetu. Skupaj z Mariano sta ustvarila plesno predstavo Piazzoleando in v sodelovanju s slavnim plesalcem tanga nueva Chichom sta koreografa in plesalca v plesni predstavi Exodo Tangueado.